# Carlos Enrique Ávalos
Carlos Enrique Ávalos (* 28. Februar 1982) ist ein ehemaliger salvadorianischer Radrennfahrer.

## Karriere
Carlos Enrique Avalos gewann 2004 die vierte Etappe der Vuelta a El Salvador und konnte so auch die Gesamtwertung für sich entscheiden. In der Saison 2006 wurde er salvadorianischer Meister im Straßenrennen. Außerdem gewann die Vuelta a Nicaragua einem Etappenrennen des nationalen nicaraguanischen Rennkalenders. 2008 fuhr Avalos für das Schweizer Continental Team Stegcomputer-CKT-Cogeas.

## Erfolge
2004
- Gesamtwertung und eine Etappe Vuelta a El Salvador

2006
- Salvadorianischer Straßenmeister

## Teams
- 2008 Stegcomputer-CKT-Cogeas (ab 15. Juni)